# Dino Fahrudin Avdibegović
Dino Fahrudin Avdibegović (Bosanski Šamac, 1. srpnja 1976.) bosanskohercegovački je pjesnik i pisac.

## Životopis
Od 1999. godine objavljivao pripovijetke i članke u BH Novinama, listu bosanske dijaspore. 

Poeziju piše od sredine devedesetih, a 2006. objavljuje prvu zbirku pjesama pod nazivom "Pathétique - Laetific & Miserabilis", koja je dosad objavljena na bošnjačkom i danskom jeziku. 
Trenutno piše pjesme, pripovijetke i eseje za literarne časopise "Kornblomst" i "Valmuer".
Živi i radi u Vejleu, Danska.

### Publikacije
- Pripovjetka "Posljednji dah", BH Novine, prosinac 1999.
- Pripovjetka "Bašta zaboravljenih mana", BH Novine, veljača 2000.
- Pripovjetka "Miris Bajrama", BH Novine, ožujak 2000.
- Pripovjetka "Aronova muzika", BH Novine, travanj 2000.
- Pripovjetka "Žudnja", B&H Bladet, siječanj 2000.
- Pripovjetka "Tragovi", BH Novine, siječanj 2001.
- Pripovjetka "Hladno ljeto", BH Novine, veljača 2001.
- Pripovjetka "Nomad", BH Novine, travanj 2001.
- Pripovjetka "Prije zalaska sunca", BH Novine, svibanj 2001.
- Pripovjetka "Razgovor u tamnoj sobi", BH Novine, kolovoz 2001.
- Pripovjetka "Na mjesečini", BH Novine, rujan 2001.
- Pripovjetka "Čekajući buru", BH Novine, svibanj 2002.
- Poeme "In Passing" (U prolazu) i "In Momentum", Valmuer, 2. izdanje, listopad 2004.
- Poema "Krystalvindue" (Kristalni prozor), Valmuer, 3. izdanje, lipanj 2005.
- Pripovjetka "Den perfekte grav" (Perfektni grob), Kornblomst, travanj 2006.